# Philip Stanhope (1er comte de Chesterfield)
Philip Stanhope, 1er comte de Chesterfield, (1584 – 12 septembre 1656) est un noble royaliste anglais, qui est créé comte de Chesterfield par le roi Charles Ier en 1628.

## Biographie
Philip Stanhope est le seul fils de John Stanhope (en) de Shelford (Nottinghamshire), et de sa première épouse, Cordell Allington. Il est élevé par la deuxième épouse de son père, Catherine Trentham (morte en 1621).
Stanhope est anobli en 1605 par le roi Jacques Ier. Le 7 novembre 1616, il est créé baron Stanhope. Il est en outre élevé au rang de comte de Chesterfield le 4 août 1628,.
Pendant la Première révolution anglaise, Chesterfield est convoqué au Parlement en 1640, et prend parti pour le roi Charles Ier. Quand le conflit éclate, lui et ses fils prennent les armes. Sa résidence de Shelford Manoir, dans le Nottinghamshire, est en garnison, sous le commandement de son fils Philippe. La maison est attaquée et son fils est tué en la défendant le 27 octobre 1645. 
Chesterfield, avec une armée de plus de 300 hommes, prend Lichfield pour le roi. Ils sont attaqués par une force dirigée par Sir John Gell et Lord Brooke avec 200 hommes et des canons. Lord Brooke est tué dans la rencontre, le 2 mars 1643. Les forces de Chesterfield sont contraintes à la capitulation et l'essentiel de ses soldats sont faits prisonniers. Chesterfield lui-même est emprisonné et meurt, toujours en captivité, le 12 septembre 1656, trois ans et demi avant la Restauration de 1660.

## Famille
En 1604, Stanhope épouse Catherine Hastings (d. En 1636), fille de François Hastings, Lord Hastings. Selon Egerton Brydges p. 23, Catherine et Philippe avaient onze fils et deux filles:
- John (mort le 27 juillet 1623)
- Henry Stanhope (Lord Stanhope) (décédé le 29 novembre 1634), époux de Katherine Wotton, parents de Philip Stanhope (2e comte de Chesterfield)
- Charles (1607-1645)
- Edward (1607-1614)
- William (1608-1614)
- Thomas (mort jeune)
- George (1610-1616)
- Ferdinando (d. 1643), marié à Lettice Ferrers
- Philip (mort le 27 octobre 1645), est devenu un agent Royaliste
- Sarah (morte en mai 1698), épouse de Sir Richard Hoghton, 3e Baronnet
- Michael (1624-1648)
- Elizabeth, épouse Edward Darcy
- Arthur Stanhope (1627-1677) député pour Nottingham, dont est issu Philip Stanhope (5e comte de Chesterfield)

Après la mort de sa première femme, il épouse Anne Packington, fille de John Pakington (en) (mort en 1625) avec qui il a eu un fils
- Alexander Stanhope (1638-1707), diplomate, qui épouse Catherine Burghill et a des enfants:
  - Marie c. 1686 - 1762), qui à son tour épouse Charles Fane (1er vicomte Fane)
  - James (1673-1721), un soldat, homme d'état et 1er comte Stanhope